# Gargara tappanus
Gargara tappanus är en insektsart som beskrevs av Matsumura. Gargara tappanus ingår i släktet Gargara och familjen hornstritar. Inga underarter finns listade i Catalogue of Life.